# Princeps
Princeps (l.mn. principes)  – łaciński termin oznaczający „ten, który zajmuje pierwsze miejsce, pierwszy”, używany w różnych okresach historycznych w odniesieniu do sprawujących władzę.
Od tytułu tego pochodzi angielskie słowo prince i niemieckie Prinz.

## W starożytnym Rzymie
Początkowo senator najstarszy wiekiem i o największym autorytecie. Pełna nazwa brzmi princeps senator (pierwszy senator) albo princeps senatus (pierwszy członek senatu).
W chwili zmiany ustroju na cesarstwo republikańska instytucja princepsa posłużyła za podstawę prawną władzy cesarza, którego tytuł brzmiał princeps senatus, skracany zwyczajowo do princeps. Princepsowi przysługiwały uprawnienia imperatora, princepsa senatusa, prokonsula zarządzającego 18 prowincjami, pontifexa maximusa, trybuna ludowego (weto wobec uchwał Senatu) i cenzora (formowanie składu Senatu). Formalnie uprawnienia te nadawane były princepsowi na określony czas przez Senat, teoretycznie więc Rzym zachował swój republikański charakter. Urząd princepsa nie podlegał dziedziczeniu, ale dotychczasowy princeps miał możliwość wyznaczenia swego następcy. Od tego pochodzi nazwa pierwszej fazy ustrojowej cesarstwa rzymskiego – pryncypat. Pierwszym princepsem-cesarzem był Oktawian August.

## W Polsce piastowskiej

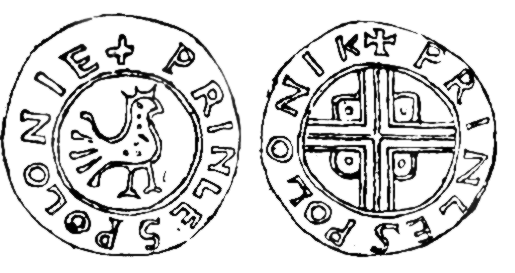
Denar Princes Polonie

Tytuł princepsa Polski (łac. Prince(p)s Polonie) pojawił się na otoku denara Bolesława Chrobrego, datowanym na początek XI wieku. Tytuł nie ma potwierdzenia w innych źródłach, jednak uważa się, że okazją do wypuszczenia tej emisji i użycia na niej tytułu rodem z czasów Imperium Romanum mógł być zjazd gnieźnieński
W Polsce dzielnicowej tytuł princepsa i seniora przysługiwał księciu zwierzchniemu. Przyjmuje się, że uprawnienia princepsa piastowskiego przestały przysługiwać któremukolwiek z książąt po roku 1227 wraz ze śmiercią Leszka Białego.